# Leucanitis obfusca
Leucanitis obfusca är en fjärilsart som beskrevs av W. Warren 1913. Leucanitis obfusca ingår i släktet Leucanitis och familjen nattflyn. Inga underarter finns listade i Catalogue of Life.